# Monhystera praevulvata
Monhystera praevulvata är en rundmaskart som beskrevs av Allgen 1932. Monhystera praevulvata ingår i släktet Monhystera och familjen Monhysteridae. Inga underarter finns listade i Catalogue of Life.